# Гонтмахер, Евгений Шлёмович
Евге́ний Шлёмович Гонтма́хер (род. 6 июля 1953, Львов, Украинская ССР, СССР) — советский и российский экономист, специалист в области социальной политики, государственный, общественный и политический деятель, преподаватель. Доктор экономических наук, профессор. 
Бывший первый заместитель министра труда и социального развития России (2004), заместитель министра социальной защиты населения России (1993—1994), начальник департамента социального развития аппарата правительства России (1997—2003), вице-президент РСПП (2003—2004), профессор Высшей школы экономики (2009—2022), заместитель директора ИМЭМО РАН по научной работе (2009—2017). Бывший член правления Института современного развития (2008—2015), член Комитета гражданских инициатив (2012—2019). 
Профессор и заведующий кафедрой общественно-социальных институтов и социальной работы РГСУ (2022—н. в.). Член партии «Яблоко» (2022—н. в.) и ее федерального политического комитета (2023—н. в.). 

## Биография

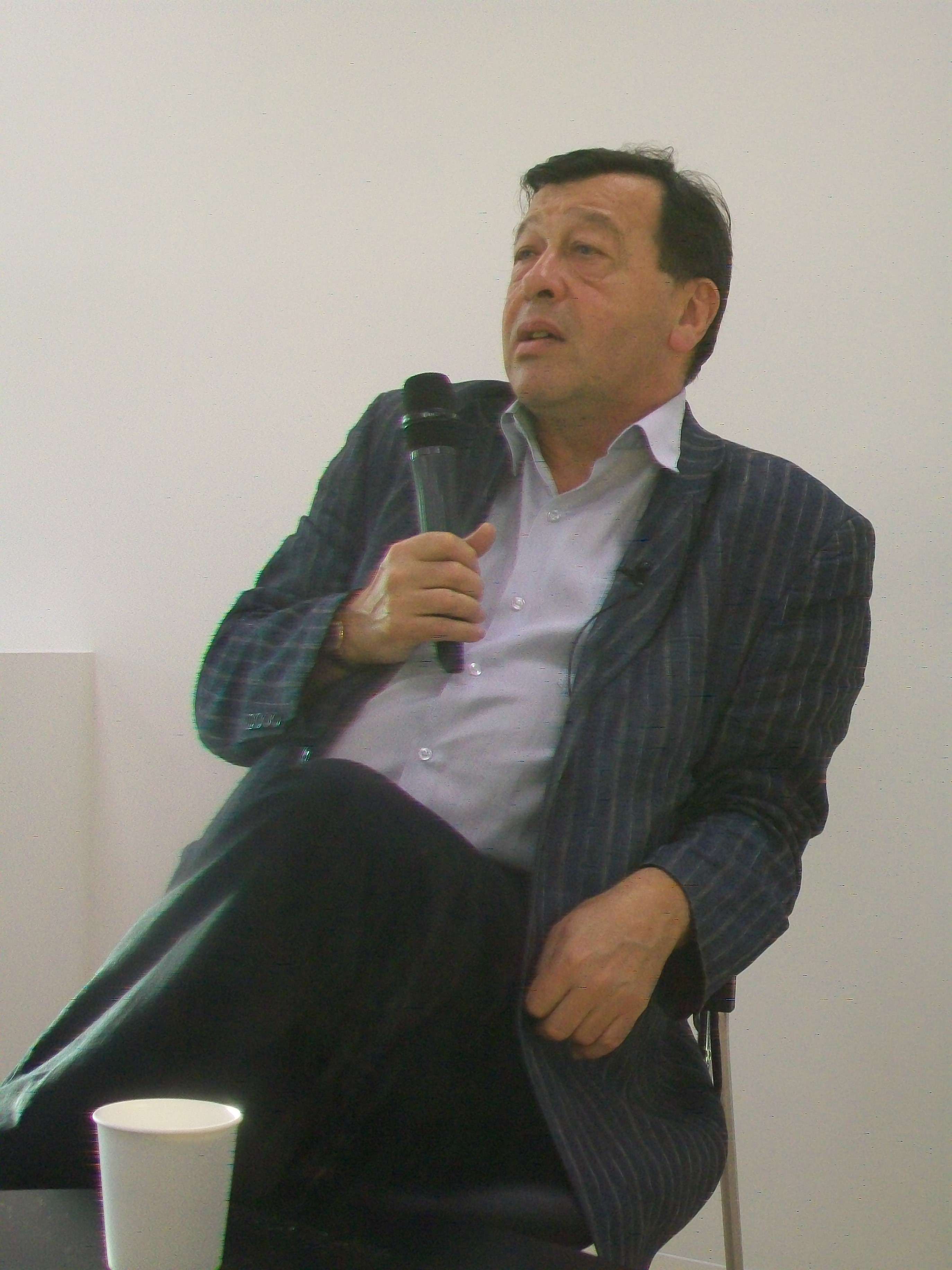
Е. Ш. Гонтмахер в Ельцин-центре, 2018 г.

Родился 6 июля 1953 года в городе Львове Украинской ССР.
В 1975 году окончил географический факультет Московского государственного университета имени М. В. Ломоносова по кафедре экономической географии СССР.
В 1975—1991 годах работал в Центральном экономическом научно-исследовательском институте (ЦЭНИИ) при Госплане РСФСР (позже — Министерстве экономики России), сначала — в качестве младшего научного сотрудника, затем — старшего научного сотрудника, позднее — ведущего научного сотрудника.
В 1992 году был начальником Управления уровня жизни и социальной поддержки населения Министерства труда России.
В 1992—1993 годах работал в Центре информационных и социальных технологий при Правительстве РФ.
С октября 1993 года по апрель 1994 года — заместитель министра социальной защиты населения России.
В 1994—1995 годах был начальником отдела в Администрации Президента РФ, а также одновременно заместителем председателя совета по социальной политике при Президенте России.
В 1995—1997 годах — старший научный сотрудник Института социальной политики Высшей школы экономики.
В 1997—2003 годах — начальник департамента социального развития аппарата Правительства РФ.
В 2000 году получил ученую степень доктора экономических наук, защитив диссертацию по теме «Экономические основы социальной политики в условиях реформ: вопросы методологии, теории и практики»).
В 2003—2004 годах был вице-президентом Российского союза промышленников и предпринимателей.
С 15 марта по 19 мая 2004 года — первый заместитель министра труда и социального развития России. На ту же должность была назначена и Галина Карелова, ради этого премьер-министр Фрадков разрешил своим постановлением иметь дополнительно двух первых замминистра.
В 2004 году возглавлял экспертный совет Форума социальных и культурных проектов Приволжского федерального округа в Перми.
В 2005—2006 годах был директором Федерального института развития образования Минобрнауки РФ.
В 2006—2009 годах — руководитель Центра социальной политики Института экономики РАН.
В 2009—2018 годах работал в Институте мировой экономики и международных отношений РАН, сначала до января 2017 года был заместителем директора по научной работе, затем с февраля 2017 года по январь 2018 года исполнял обязанности главного научного сотрудника.
В 2009—2022 годах — профессор Высшей школы экономики, работал на факультете прикладной политологии (в 2014 году реорганизованном в департамент политической науки факультета социальных наук, в 2019 — в департамент политики и управления того же факультета), преподавал такие курсы, как «Практика социальных реформ в России», «Социальная политика России» и другие. 
С конца 2022 года — заведующий кафедрой общественно-социальных институтов и социальной работы РГСУ.

### Общественная и политическая деятельность
В 1995 году баллотировался в депутаты Государственной думы РФ, занимал 4-е место в федеральном списке блока Памфилова — Гуров — Владимир Лысенко (Республиканская партия Российской Федерации), в итоге не был избран депутатом из-за низкого результата блока, недостаточного для получения мандатов.
В 2007 году принял участие в конференции оппозиционной коалиции «Другая Россия» в качестве независимого эксперта.
В 2008—2015 годах — член правления Института современного развития (председатель правления — Игорь Юргенс). Во время президентства Медведева фактически был в его команде, являлся сторонником модернизации и писал о неизбежности «новой перестройки». Гонтмахер считал необходимым переизбрание Медведева на второй срок.
В 2008 году участвовал во встрече политиков и общественных деятелей с Никитой Белых, который организовал ее перед тем как окончательно покинуть пост лидера «Союза правых сил» с целью предложить приглашенным вступить в партию и помочь ей финансово.
В 2009 году стал инициатором обращения к президентам США и России, где выступил против назначения Владислава Суркова координатором российско-американской рабочей группы по вопросам гражданского общества в Комиссии Медведева — Обамы. Обращение подписали 22 правозащитника.
В марте 2011 года подписал письмо писателей, художников, актеров, учёных и журналистов, в котором они обратились к международной правозащитной организации Amnesty International с просьбой признать Михаила Ходорковского и Платона Лебедева узниками совести.
В 2012—2019 годах — член Комитета гражданских инициатив. В 2014 году —  секретарь оргкомитета Всероссийского гражданского форума. Одной из главных тем форума стало восстановление гуманитарных связей между Россией и Украиной.
С 2014 года по 2022 год — член и научный руководитель экспертной группы «Европейский диалог».
Перед выборами в Государственную думу 2016 года подписал открытое обращение российской интеллигенции к лидерам «Яблока» и Партии народной свободы с просьбой об их объединении.
Член Общественного Совета Российского еврейского конгресса.
Является членом совета фонда «Либеральная миссия».
На президентских выборах 2018 года был доверенным лицом Григория Явлинского.
23 января 2020 года вместе с Леонидом Никитинским, Владимиром Рыжковым и Григорием Явлинским стал соучредителем Общественного конституционного совета — объединения граждан, поставивших своей целью не допустить принятия поправок в Конституцию Российской Федерации без широкого обсуждения и учёта мнения всех заинтересованных сторон. 5 февраля подписал декларацию Общественного конституционного совета, опубликованную в «Новой газете».
После начала пандемии COVID-19 стал соавтором комплексного экспертного заключения об эффективности противодействия инфекции в России.
После начала вторжения России на Украину вступил в партию «Яблоко». С 2023 года — член Федерального политического комитета партии.

### Семья
Жена — Вера Григорьевна Гонтмахер (род. 1952), специалист координационного совета Объединения работодателей России.
- дочь Алина (род. 1975) — кандидат экономических наук[34];
- сын Константин (род. 1978) — маркетолог, бизнес-аналитик[35][3].

## Основные работы
- «Социальная политика в России: уроки 90-х». — М. : Гелиос АРВ, 2000. — 333, [1] с. ISBN 5-85438-001-3
- «Социальные реформы. Что завтра?». — М. : Гелиос АРВ, 2005. — 170 с. ISBN 5-85438-127-3
- «Пенсионные системы: мировой и российский опыт». — М. : Институт экономики РАН, 2008. — 60 с. 978-5-9940-0042-7
- «Социальная защита населения России: проблемы и решения 2000-х годов». — М., 2008. — 329 с.
- «Социальные проблемы России и альтернативные пути их решения» (в соавт.)
- «Стратегии социально-экономического развития России: влияние кризиса»
- Авторецензия — М. : Фонд «Либеральная миссия», 2012. — 156, [2] с. : табл. ISBN 978-5-903135-34-9
- Современная Россия: очерки социальной жизни. — М. : Школа гражданского просвещения, 2017. — 117, [1] с. : табл. — (Современная мысль) — ISBN 978-5-93895-111-2